# Genshin Impact
Genshin Impact (原神T, YuánshénP, lett. "Il dio originale") è un videogioco di tipo action RPG, open world e free-to-play, sviluppato dalla software house cinese miHoYo, conosciuto ora come Hoyoverse pubblicato il 28 settembre 2020 per Windows, iOS, Android e PlayStation 4 e il 28 aprile 2021 per PlayStation 5. È stata annunciata la versione per Xbox Series X/S, disponibile il 20 novembre 2024; inoltre sarebbe in lavorazione la versione per Nintendo Switch, annunciata nel 2021 ma della quale non si sono più avute informazioni. La versione per Windows del gioco è pubblicata da Cognosphere a partire da dicembre 2021, un'azienda di proprietà di miHoYo con sede a Singapore; in seguito, dal 13 febbraio 2022, tutte le versioni del gioco non in lingua cinese sono passate sotto la pubblicazione di HoYoverse, altra sussidiaria di miHoYo nata al posto di Cognosphere proprio col compito di gestire e pubblicare i suoi prodotti fuori dalla Cina.
Il gioco è diventato un successo finanziario: dopo due settimane, le vendite hanno superato i 100 milioni di dollari; dopo un mese, le entrate derivanti dalle sole versioni per dispositivi mobili del gioco sono state di 245 milioni di dollari.

## Trama

### Ambientazione

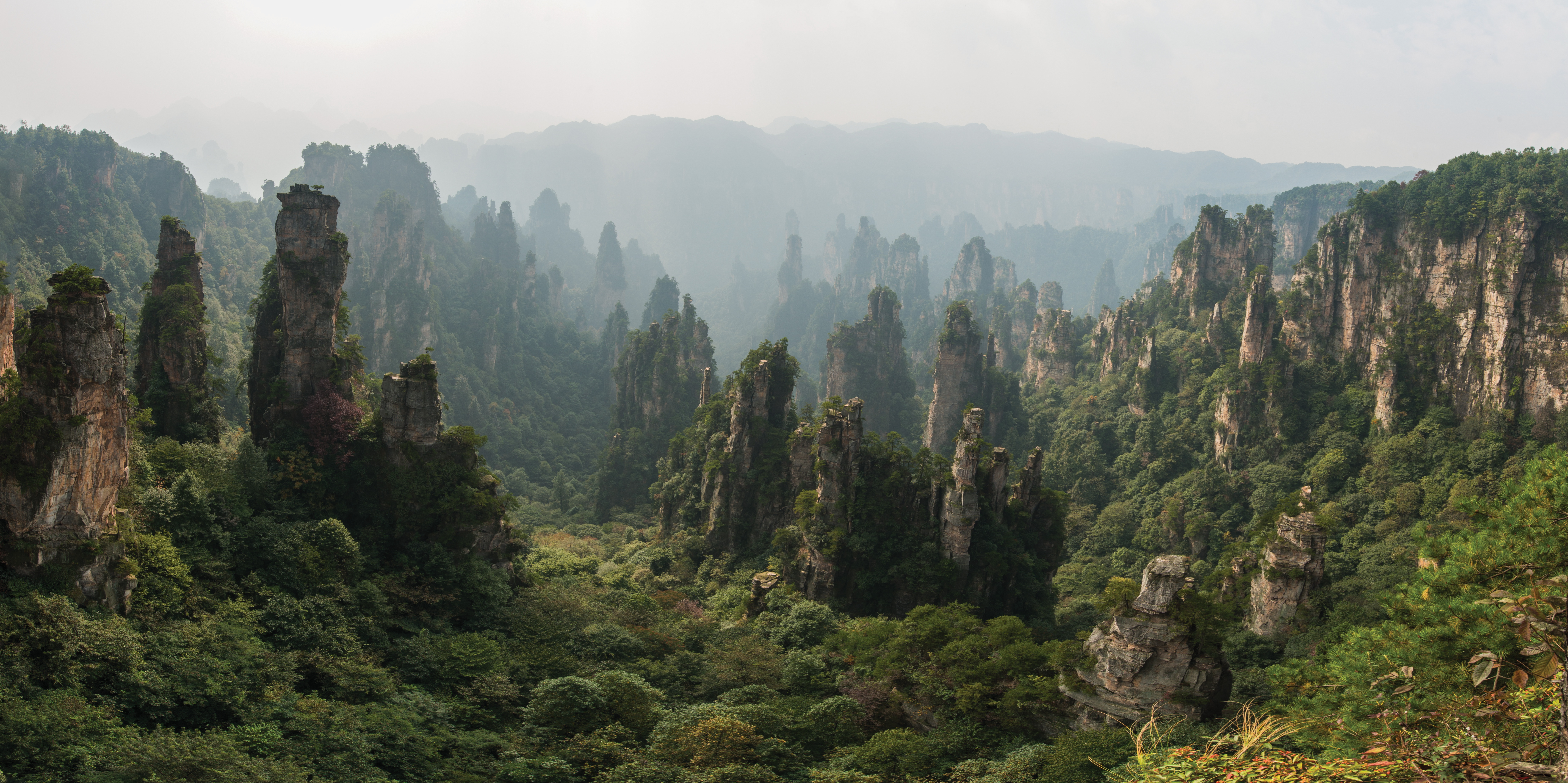
Il Parco forestale nazionale Zhangjiajie è stato ispirazione per la realizzazione di alcune aree di Liyue, una delle regioni del gioco.

Il gioco si svolge nel mondo di Teyvat, diviso in varie nazioni ognuna governata da un dio (chiamato "Archon" nella versione inglese/internazionale) legato ad un elemento e ad un ideale che viene adorato dal proprio popolo ci sono un totale di 7 Archon; fino a 500 anni prima degli eventi del gioco esisteva anche Khaenri'ah, una nazione tecnologicamente avanzata i cui abitanti non veneravano alcun dio, che venne distrutta dagli dei e le cui rovine giacciono nel sottosuolo.
Nei cieli di Teyvat sorge Celestia, un'isola volante dove dimorano le divinità (oltre agli Archon). Gli dei possono inoltre donare ad alcune persone particolarmente meritevoli una gemma, detta "Visione", che consente loro di utilizzare capacità legate all'elemento a cui appartiene - nonostante ciò, in rarissimi casi è possibile che qualcuno risvegli la Visione spenta di una persona defunta. Gli Archon inoltre posseggono ognuno un manufatto chiamato "gnosi", il quale consente loro di attingere al potere divino originato da Celestia.

### Prologo: Mondstadt
I due gemelli Aether e Lumine, viaggiando per l'universo, arrivano a Teyvat durante la cataclismica distruzione di Khaenri'ah. Nel tentativo di andarsene, vengono intercettati da una misteriosa dea, che li attacca in nome dei "Princìpi celesti" e li cattura, separandoli. In questa fase, il giocatore sceglie chi dei due fratelli impersonerà nella trama; l'altro gemello si ritrova nella Teyvat distrutta, assistendone alla caduta ed alla rinascita, e ponendosi a capo dell'Ordine dell'Abisso, un'organizzazione che vuole sovvertire gli dei e i sopracitati "Princìpi celesti". Il gemello scelto rimane invece in una sorta di stasi, risvegliandosi cinque secoli dopo in una Teyvat completamente diversa.
Il protagonista, soprannominato “Viaggiatore”, dopo aver vagato per mesi per Teyvat, incontra per caso Paimon, una sorta di fatina, che diventa la sua compagna di viaggio. I due, decidendo di incontrare i sette Archon, si dirigono verso la vicina città di Mondstadt, con l'obiettivo di parlare con i Sette Archon per saperne di più sul destino del gemello scomparso; scopre inoltre di poter manipolare gli elementi senza Visione.
Lungo il cammino, il Viaggiatore incontra un giovane bardo in compagnia di un drago, che, allertato dalla presenza dei due estranei, fugge spaventato. Il Viaggiatore raggiunge Mondstadt e, quando il drago attacca la città, si unisce alle guardie cittadine, i Cavalieri di Favonius, nella lotta contro la bestia; a loro si aggiunge il bardo precedentemente incontrato, Venti, che rivela di essere l'Archon del vento Barbatos e spiega che il drago, Dvalin, in passato un protettore di Mondstadt, venne corrotto ed è stato aizzato contro la città dall'Ordine dell'Abisso. Dopo diverse peripezie, Venti riesce a placare Dvalin ma Signora, l'ottava degli Undici Messaggeri dei Fatui, gli sottrae la gnosi. Una volta ripresosi dall'assalto, Venti consiglia al Viaggiatore di raggiungere in fretta il Porto di Liyue in quanto, di lì a poco, si sarebbe propiziata l'occasione di parlare con Morax, l'Archon della terra; inoltre lo mette in guardia dai Fatui e in particolare degli Undici Messaggeri, agenti scelti della Tsaritsa, l'Archon del ghiaccio di Snezhnaya, che sono a caccia delle gnosi per conto della loro dea.

### Capitolo I: Liyue
Il Viaggiatore e Paimon giungono al Porto di Liyue in tempo per l'annuale Rito della Discesa, in cui Morax si mostra al suo popolo; tuttavia, la forma draconica di Morax, l'Exuvia, cade senza vita dal cielo tra lo sconcerto generale. Timorosi di essere incolpati dell'omicidio, il Viaggiatore e Paimon accettano la protezione di Tartaglia, undicesimo degli Undici Messaggeri, e di Zhongli, un consulente funebre che sta supervisionando il funerale di Morax. Tartaglia approfitta della situazione per rubare la gnosi dall'Exuvia, per poi scoprire che quest'ultima è solo un fantoccio; il ragazzo decide pertanto di stanare il vero Morax liberando Osial, un antico dio suo nemico che minaccia di devastare il Porto di Liyue. Il mostro viene però sconfitto grazie agli sforzi congiunti del Viaggiatore, delle Sette Stelle (i mercanti nobili al governo di Liyue) e degli Adepti (antichi araldi semidivini di Morax).
Il Viaggiatore si reca quindi da Zhongli, trovandolo assieme a Signora e Tartaglia; l'uomo rivela di essere Morax, e di aver inscenato la sua morte affinché Liyue si dimostrasse pronta a sopravvivere senza di lui prima di abbandonare il suo ruolo di Archon. Soddisfatto dagli eventi, cede ai Fatui la sua gnosi come parte di un misterioso accordo. Dopo aver assistito alla cerimonia funebre del finto Morax, Zhongli indirizza il Viaggiatore verso l'arcipelago di Inazuma, avvisandolo delle recenti politiche isolazionistiche messe in atto da "Baal", l'Archon dell'elettricità.
Prima di partire per Inazuma, il Viaggiatore incontra a Mondstadt l'enigmatico Dainsleif, grazie al quale scopre che l'Ordine dell'Abisso intende creare un dio artificiale per sovvertire il potere degli Archon usando la tecnologia di Khaenri'ah, da cui ha origine l'Ordine. I due si scontrano con il capo dell'Ordine, ossia il gemello scomparso del Viaggiatore: questi rivela di conoscere bene Dainsleif, il quale proviene da Khaenri'ah ed è condannato all'immortalità, e promette al Viaggiatore che si riuniranno quando "avrà compreso la vera natura del mondo" alla fine del suo viaggio. Il gemello va via attraverso un portale inseguito da Dainsleif, lasciando suo fratello sconfortato.

### Capitolo II: Inazuma
Dato che Inazuma è rinchiusa da una potente tempesta magica creata dall'Archon, il Viaggiatore e Paimon decidono di rivolgersi alla leggendaria capitana Beidou, l'unica persona in grado di viaggiare attraverso la tempesta, facendo anche la conoscenza di Kazuha, un samurai fuggito da Inazuma. Arrivati a Ritou, principale porto dell'arcipelago, Beidou affida il Viaggiatore al clan Kamisato, provando in prima persona la tirannide dell'Archon, la Shogun Raiden, che ha proibito l'accesso agli stranieri ed emanato un decreto di caccia alle Visioni. Inizialmente, il Viaggiatore è restio ad occuparsi dei conflitti interni di Inazuma, ma la principessa Kamisato Ayaka riesce a fargli cambiare idea, promettendogli un'udienza con la Shogun in cambio del suo aiuto.
Dopo un primo scontro con la Shogun, la quale rimane incuriosita dalla natura del Viaggiatore, questi si unisce alla Resistenza dell'isola di Watatsumi, una fazione che si oppone alla Shogun e contro la quale sta attuando una guerra civile. Assieme ai ribelli di Watatsumi, il Viaggiatore assale uno stabilimento segreto dei Fatui in cui producono Illusioni (potenti copie artificiali delle Visioni che prosciugano la forza vitale dell'utilizzatore) ma viene messo alle strette da Scaramouche, sesto degli Undici Messaggeri, e tratto in salvo dalla kitsune Yae Miko, sacerdotessa della Shogun. Yae rivela al Viaggiatore che la Shogun Raiden è solo un fantoccio meccanico creato dall'Archon, Ei, che si è rinchiusa da secoli in meditazione nel suo Piano dell'Eutimia alla ricerca dell'eternità. Ei è inoltre la sorella gemella di Baal, la precedente Archon che perì nella caduta di Khaenri'ah: in un colpo solo, Yae intende cacciare i Fatui, i quali stanno interferendo nella politica di Inazuma, e sconfiggere Ei ed il suo fantoccio, in quanto quest'ultimo si è rivelato facilmente manipolabile dai capi clan corrotti. Grazie a Yae, il Viaggiatore entra nel palazzo imperiale. Lì trova Signora in udienza dalla Shogun e la sfida a duello, sapendo che il vinto sarebbe stato messo a morte; Signora superbamente accetta e viene sconfitta, venendo giustiziata dalla Shogun stessa. In quanto vincitore, la Shogun concede al Viaggiatore il diritto di andarsene incolume dal palazzo, attaccandolo solo al di fuori delle sue mura; tuttavia, Kazuha riesce tempestivamente a frapporsi e a salvare il Viaggiatore, che riesce così ad arrivare al cospetto della vera Ei, e a sconfiggerla grazie all'aiuto di Yae. Seppur non riuscendo a far ravvedere Ei sui suoi ideali, i due le mostrano come la strada autoritaria da lei intrapresa abbia logorato Inazuma e il decreto di caccia alle Visioni viene pertanto revocato. In seguito, Yae rivela al Viaggiatore che la gnosi di Baal è stata la merce di scambio per trarlo incolume da Scaramouche; inoltre, lo avvisa che a Sumeru, la sua prossima meta, la conoscenza è potere e gli consiglia di far attenzione ai vantaggi ed ai rischi che ciò comporta.
Successivamente, il Viaggiatore e Paimon si dirigono verso la Voragine, un'antica area mineraria di Liyue al cui interno rincontrano a sorpresa Dainsleif; indagando i sotterranei del luogo, scoprono che i mostri della regione si stanno dirigendo nelle rovine in profondità per alleviare la maledizione dell'immortalità che li affligge. Lì scoprono che, nel tentativo di ricostruire Khaenri'ah, l'Ordine dell'Abisso vuole amplificare i poteri delle rovine mediante un marchingegno, che una volta attivo infligge atroci sofferenze agli esseri maledetti lì presenti, tra cui Dainsleif. Il Viaggiatore riesce a disattivarlo grazie all'aiuto di un vecchio sottoposto di Dainsleif, un cavaliere maledetto di nome Halfdan, il quale si sacrifica assorbendo le emanazioni del congegno, liberando inaspettatamente la propria anima dalla maledizione e trovando la pace. Ripresosi, Dainsleif saluta il Viaggiatore, asserendo che in futuro dovrà decidere da che parte stare.

### Capitolo III: Sumeru
Attraverso un passaggio tra le pareti rocciose della Voragine, il Viaggiatore e Paimon giungono nelle selve della confinante Sumeru, dove vengono accolti da Tighnari, ranger della foresta, e dalla sua assistente Collei, che stanno facendo i conti con un misterioso fenomeno che sta corrompendo la vegetazione. Su loro consiglio, i due decidono di dirigersi verso la città principale di Sumeru nel tentativo di mettersi in contatto con Kusanali, l'Archon della natura. La città di Sumeru è la sede dell'Akademiya, l'istituzione universitaria più prestigiosa di tutta Teyvat, i cui vertici, i Saggi, gestiscono direttamente la politica interna di Sumeru, ed è nota per l'impossibilità dei suoi abitanti di fare sogni. Arrivati in città, i due vengono dotati di un terminale dell'Akasha, un dispositivo in grado di immagazzinare e rilasciare grandi quantità di informazioni creato dal precedente Archon, Rukkhadevata, e vengono coinvolti nella preparazione del festival del Sabzeruz, in cui si celebra il compleanno dell'Archon Kusanali. Tuttavia, il Viaggiatore e Paimon si ritrovano incastrati in una ripetizione ciclica nella quale rivivono più volte la preparazione del Sabzeruz; ne escono grazie all'aiuto di Nahida, che si rivelerà essere proprio Kusanali, e scoprono che i Saggi dell'Akademiya stanno collaborando con Dottore, il secondo degli Undici Messaggeri, per sfruttare i terminali dell'Akasha e le menti delle persone per trasformare Scaramouche in una nuova divinità artificiale, nel tentativo di spodestare Kusanali, che è malvista dai Saggi e ignorata dalla popolazione, che continua a ricordare con nostalgia Rukkhadevata.
Con l'aiuto dello scriba Alhaitham, del generale Cyno, della ballerina Nilou e delle genti del deserto, Paimon e il Viaggiatore riescono a liberare Nahida, che era stata imprigionata dai Saggi, e a sconfiggere Scaramouche. Dopo lo scontro, il Viaggiatore accompagna Nahida nelle profondità del mondo, dove sorge Irminsul, l'albero che contiene tutte le memorie di Teyvat; in quel luogo, Nahida si confronta con l'ultimo ricordo di Rukkhadevata, la quale rivela di aver creato Kusanali affinché questa la eliminasse assieme alla corruzione che sta consumando l'albero e sta provocando l'appassimento delle foreste: così facendo, essendo legata ad Irminsul, la vecchia Archon viene eliminata dalla storia del mondo e Nahida diventa il legittimo Arconte agli occhi del suo popolo. Tornati a Sumeru, i tre si scontrano con Dottore, che, dopo aver messo fuori combattimento il Viaggiatore e Paimon, affronta Nahida; quest'ultima, per evitare ulteriori conflitti, accetta di consegnargli la gnosi di Ei, che era stata trafugata da Scaramouche e recuperata da Nahida, e baratta la sua in cambio di informazioni preziose sul Viaggiatore, sul suo gemello e sulla natura del mondo. Inoltre, Nahida decide di distruggere definitivamente i terminali dell'Akasha e di esiliare i Saggi. Dopo essersi ripreso, il Viaggiatore viene informato dall'Arconte che la sua prossima tappa, Fontaine, è governata da Focalors, l'Archon dell'acqua e capo del sistema giudiziario che giudica i cittadini della nazione. Nahida, inoltre, rivela che l'Irminsul ha informazioni sul gemello del Viaggiatore come se questi fosse parte di Teyvat, custodendo alcune memorie del suo viaggio, contrariamente al Viaggiatore che, in quanto "esterno a Teyvat", è invece considerato un'entità esterna: infatti viene definito dai Fatui come il quarto dei "Discendenti".
In seguito si scopre che per carpire i segreti dell'Irminsul, Nahida sta collaborando con Scaramouche, il quale, dopo aver scoperto di essere stato manipolato in passato dal Dottore affinché si unisse ai Fatui, ha cancellato dalla memoria del mondo gli eventi che lo hanno portato ad unirsi ai Fatui, come fece Nahida per Rukkhadevata, rompendo ogni legame con Snezhnaya e diventando il "Vagabondo"; grazie a loro, il Viaggiatore viene messo al corrente di come il suo gemello abbia iniziato il suo viaggio per Teyvat da Khaenri'ah, alla cui corte ha operato in quegli anni anche il Giullare, primo dei Messaggeri dei Fatui, nonché loro leader.
Grazie a loro, il Viaggiatore viene messo al corrente di come il suo gemello abbia iniziato il suo viaggio per Teyvat da Khaenri'ah, alla cui corte ha operato in quegli anni anche il Giullare, primo dei Messaggeri dei Fatui, nonché loro leader.
Tempo dopo, il Viaggiatore e Paimon ritrovano a Sumeru due vecchie conoscenze: Kaeya, il capitano di cavalleria dei Cavalieri di Favonius e Dainsleif. Quest'ultimo prende interesse in Kaeya quando scopre che il ragazzo discende dagli Alberich, la famiglia di nobili di Khaenri'ah che fondarono l'Ordine dell'Abisso. Dainsleif propone al Viaggiatore e Paimon di indagare riguardo alcune sue nuove memorie, giungendo in una casetta abbandonata dove, passata la notte, il Viaggiatore si ritrova (a sua insaputa) in una visione del passato. Incontra quindi il proprietario della casa, Eide, un khaenri'ahno purosangue che ha subito la maledizione dall'immortalità, aiutandolo a cercare una cura per il figlio Caribert, che, poiché non è purosangue, è stato trasmormato in hilichurl. I due finiscono in uno strano santuario che contiene un monumento che irradia energie simili a quelle dell'Abisso. Dal monumento si ode una voce che, penetrando nelle menti dei due, si presenta come il "peccatore"; Eide si prostra all'entità, mentre il Viaggiatore è scettico. Caribert riacquisisce lucidità ma, curioso di sapere cosa c'è sotto la sua maschera da hilichurl, decide di toglierla, restandone sconvolto e scomparendo. Eide rivela quindi di chiamarsi Clothar Alberich, e che ha intenzione di combattere gli dèi con il potere dell'Abisso. Il Viaggiatore capisce quindi di star vivendo un ricordo del suo gemello e, sgomento, ritorna alla realtà. Dopo aver sentito il racconto dell'accaduto, Dainsleif parte nuovamente per confermare i suoi sospetti sull'identità del "peccatore", avvisando il Viaggiatore che questi li potrebbe star osservando.

### Capitolo IV: Fontaine
Paimon e il Viaggiatore giungono a Fontaine, la nazione della giustizia, dove fanno subito la conoscenza dei fratelli Lyney e Lynette, rispettivamente un prestigiatore e la sua assistente, e dell'Archon Furina, che li accoglie in modo teatrale. Il Viaggiatore e Paimon scoprono che a Fontaine circola da secoli una profezia secondo cui, un giorno, la Nazione verrà inondata dalle acque e tutti i suoi abitanti si diluiranno in esse. Inoltre, vengono a conoscenza del fatto che da decenni a Fontaine si verificano casi di misteriose sparizioni di giovani donne, e che il colpevole non è stato ancora assicurato alla giustizia. Lyney invita il Viaggiatore e Paimon ad un suo spettacolo, che si sarebbe tenuto all'Opera Epiclèse, il principale teatro di Fontaine, nonché aula del tribunale dove si svolgono i processi e sede dell'Oratrice, un macchinario creato da Furina stessa per emettere sentenze incontrovertibili. 
L'esibizione del mago si conclude tuttavia in modo tragico: uno dei suoi assistenti muore e una ragazza del pubblico risulta scomparsa: Lyney viene dunque arrestato con l'accusa di omicidio e di essere il responsabile delle sparizioni seriali. Il Viaggiatore e Paimon decidono di prendere le difese di Lyney al processo, presieduto dal giudice Neuvillette. Grazie all'aiuto di Navia, leader dell'organizzazione Spina di Rosula, Lyney viene scagionato e, dopo ulteriori e successive indagini, scoprono che il caso delle sparizioni è legato alla morte del padre di Navia. Quando improvvisamente viene accusato Tartaglia, anche lui a Fontaine, per il caso delle sparizioni, il Viaggiatore, Paimon e Navia ne approfittano per incastrare il vero colpevole, un amico di famiglia della ragazza che stava conducendo esperimenti su giovani donne usando l'acqua del Mare primordiale, capace di trasformare in acqua i corpi degli abitanti di Fontaine; l'Oratrice tuttavia dichiara che anche Tartaglia, nonostante fosse estraneo ai fatti, è "colpevole".
A Fontaine giunge la Fantesca, quarta dei Messaggeri dei Fatui, per fare luce sull'incarcerazione di Tartaglia. Dopo un confronto tra la Messaggera, Furina e Neuvillette, si scopre che Tartaglia è riuscito a fuggire dal forte sottomarino di Méropide, dov'era rinchiuso, e che non si hanno più sue notizie. Neuvillette pertanto decide di inviare il Viaggiatore e Paimon al forte alla ricerca di informazioni, mascherandoli da prigionieri. A Méropide i due vengono accolti dal direttore Wriothesley e incontrano nuovamente Lyney e Lynette, anche loro lì detenuti come infiltrati della Fantesca: nel forte, Paimon e il Viaggiatore vengono a sapere di un'area segreta a cui nessuno ha accesso e che probabilmente Tartaglia era interessato a scoprirne i segreti, scomparendo in mare aperto dopo essere riuscito a trovare una via di fuga. Dopo una serie di peripezie, Paimon e il Viaggiatore scoprono che l'acqua del Mare primordiale sta contaminando il mare che giace sotto al forte, e che l'area segreta della prigione contiene un enorme cancello che impedisce che l'acqua del Mare sommerga Fontaine, realizzando la profezia. A causa dell'elevata concentrazione di acqua contaminata, il cancello cede e il forte viene evacuato. Grazie all'intervento di Neuvillette, l'acqua viene sigillata e l'inondazione è scongiurata. Nel frattempo, la Fantesca ha un acceso confronto con Furina in cui le rimprovera di non essere in grado di gestire le situazioni di emergenza ed esprime i suoi dubbi sul fatto che ella sia l'autentica Archon di Fontaine. Dopo che l'emergenza è rientrata, Neuvillette rivela al Viaggiatore e a Paimon di essere il drago elementale di Hydro.
Qualche tempo dopo, il villaggio di Poisson viene inondato dall'acqua del Mare primordiale, che causa il dissolvimento di buona parte dei suoi abitanti. Indagando sulle cause del disastro, il Viaggiatore scopre tre steli che sembrano narrare la storia di Fontaine; tuttavia, la quarta stele è assente. Mentre monta la protesta nei confronti di Furina, accusata di essere rimasta inerme di fronte alla tragedia, Neuvillette e il Viaggiatore iniziano a sospettare che l'arconte custodisca dei segreti che non vuole rivelare, e che la fine di Fontaine rischi di essere molto vicina. Per costringerla a parlare, i due inscenano, con l'aiuto di altri abitanti di Fontaine, un processo in cui Furina viene messa sotto accusa con l'imputazione di non essere il vero arconte e di aver mentito al suo popolo. La strategia difensiva di Furina non è molto efficace e, attraverso un esperimento in cui viene utilizzato un campione di acqua primordiale, si riesce a dimostrare come l'arconte sia in realtà un essere umano. A seguito dell'evidenza, l'Oratrice Cardinale giudica Furina colpevole, tuttavia, tra lo stupore dei presenti e Neuvillette stesso, non solo l'Oratrice indice la pena capitale, ma la condanna non è rivolta a Furina quanto "all'Archon di Hydro" stesso. Freminet, fratello di Lyney e Lynette e sommozzatore, riesce a recuperare la quarta stele, in cui viene rivelato come gli abitanti di Fontaine siano in realtà Oceanidi (creature elementali di Hydro) trasformate in umani dalla precedente arconte, Egeria, che così facendo aveva sfidato i Princìpi celesti; proprio per via della loro natura, gli abitanti di Fontaine non possono entrare in contatto con l'acqua primordiale, in quanto ciò li riporterebbe alla loro forma originaria. All'improvviso, appare dal sottosuolo un gigantesco narvalo, che minaccia di divorare tutti i presenti; tuttavia, la creatura viene domata da Neuvillette e dal tempestivo intervento di Tartaglia, e viene ricacciata indietro. Proprio mentre la condanna a morte sta per essere eseguita, Neuvillette entra in risonanza con l'Oratrice e incontra Focalors, la vera arconte di Hydro, che gli spiega come ella sia riuscita ad ingannare i Princìpi celesti separando il suo corpo materiale, ossia Furina, dalla sua forma divina, spacciando Furina per l'autentico arconte nel tentativo di scongiurare l'avverarsi della profezia di distruzione di Fontaine; inoltre, gli spiega di aver creato l'Oratrice Cardinale con lo scopo di eseguire la propria condanna a morte, necessaria per espiare i suoi peccati e spezzare l'equilibrio divino dei Sette arconti, salvando i fontainiani: così facendo inoltre avrebbe ridato i poteri del drago di Hydro a Neuvillette, che diventerebbe il suo successore alla guida di Fontaine. L'arconte viene quindi giustiziata dall'Oratrice e Neuvillette riacquista i suoi poteri, che utilizza per assolvere gli abitanti di Fontaine dai loro peccati, salvandoli dal Mare primordiale che di lì a poco avrebbe inondato Fontaine. La minaccia però non è ancora scongiurata così il Viaggiatore e Neuvillette vanno a combattere il Narvalo Divoramondi, la creatura venuta da un altro mondo che avrebbe dovuto dare inizio alla distruzione di Fontaine. Dopo averlo sconfitto, il Narvalo viene catturato dalla mentore di Tartaglia, Skirk, che rivela loro che quell'essere sia l'animale domestico del suo maestro, Surtalogi. Inoltre, spiega a Neuvillette (dopo che egli ha rispedito il Viaggiatore e Paimon a Fontaine) come le gnosi siano in realtà parti del corpo del Terzo Discendente. Intanto in superficie l'inondazione del Mare primordiale avviene, ma il precedente intervento di assoluzione divina di Neuvilette e le operazioni di soccorso guidate da Navia e Wriothesley permettono alla popolazione di uscirne incolume.
Dopo che l'emergenza è rientrata, ha inizio la ricostruzione, sotto la supervisione della nuova guida di Fontaine, il giudice Neuvillette. 
Dopo aver salutato la Fantesca e averle affidato la Visione del Principe perché gli venga restituita, il Viaggiatore e Paimon scoprono che Neuvillette ha dato la gnosi di Focalors alla Fantesca, ritenendo quell'oggetto pericoloso per Fontaine, ora che ne conosce la natura. Il giudice li informa inoltre che Furina, in seguito al sacrificio di Focalors, è tornata ad essere una comune mortale e che ora potrà vivere come vuole, ottenendo quella libertà che le era negata quando interpretava la parte dell'arconte. Dopo aver riferito al Viaggiatore le parole di Skirk, lo informa inoltre del fatto che Tartaglia, ferito gravemente dopo il lungo combattimento contro il Narvalo, è tornato a Snezhnaya per riprendersi. Neuvillette indica loro la prossima meta: Natlan, la nazione di Pyro, della guerra e dei draghi, avvisandoli che in quella nazione sia in attività Capitano, un altro dei Messaggeri.

### Capitolo V: Natlan
Il Viaggiatore e Paimon si recano a Natlan, la nazione della guerra e dei draghi alla ricerca del Archon Pyro, arrivando in tempo per assistere al Pellegrinaggio, un torneo dedicato alla ricerca di guerrieri che combattano contro l'Abisso. I guerrieri che hanno un Nome Antico e superano con successo il Pellegrinaggio saranno inviati a combattere l'Abisso e potranno essere resuscitati se dovessero morire in battaglia dopo la vittoria. Tuttavia, Mavuika, l'Archon Pyro di Natlan, non è in grado di resuscitare Kachina, uno dei guerrieri, e sospende il Pellegrinaggio. Il Viaggiatore ha il compito di dirigersi verso il Regno della Notte insieme ai guerrieri per salvare Kachina dalla morte. Tornato a Natlan, il gruppo apprende che la nazione sarà distrutta in meno di un anno.
Il Viaggiatore incontra il Primo Araldo Fatui Capitano , che gli rivela il suo piano per salvare Natlan. Mavuika si oppone al suo piano, poiché ha inserito la sua azione nel suo piano per salvare Natlan, che prevede l'uso dei poteri di Ronova, il Dio della Morte. Alla fine, Capitano accetta il suo piano e forma un'alleanza temporanea con lei. L'Abisso lancia un'invasione su vasta scala della nazione, causando ingenti perdite, e Mavuika, supportata da sei eroi con Nomi Antichi (Xilonen, Kinich, Mualani, Ororon, Chasca e Iansan) e dai suoi alleati, sconfigge l'Abisso e salva Natlan dall'imminente disastro. In seguito, Mavuika e il Viaggiatore combattono e sconfiggono le rimanenti forze Abissali nel Regno della Notte, garantendo la pace a Natlan. Ronova chiede la morte di Mavuika per aver usato i suoi poteri, ma Capitano si sacrifica al suo posto. In seguito, Mavuika consiglia al Viaggiatore di recarsi nella città di Nod-Krai a Snezhnaya, governata dalla Gilda Voynich invece che dai Fatui. Li mette anche in guardia sui veri piani del Dottore di lasciare che il popolo controlli tutti gli elementi senza bisogno di una Visione.
Tempo dopo, il Viaggiatore e Paimon si dirigono alla Comunità dell'Abbondanza, una delle sei tribù, e aiutano Iansan a pattugliare intorno al vulcano. Durante la pattuglia, incontrano una grotta e indagano al suo interno. Trovano un Hilichurl in possesso della chiave dell'astronave che ha portato il Viaggiatore e il loro fratello a Tevyat e sono pronti a informare Iansan. Lei trova i due in tempo e informa che l'Ordine dell'Abisso sta attaccando la tribù e la nazione. Il Viaggiatore aiuta i Natlanesi a difendere il loro territorio. Dopo aver scacciato le forze abissali, Natlan e l'Ordine dell'Abisso sono in una situazione di stallo e il Viaggiatore né approfitta per indagare sull'Ordine. Durante le indagini, incontrano una ragazza di Khaenri'ah ferita e la lasciano riposare mentre continuano le indagini. Incontrano anche Dainsleif e sconfiggono le forze abissali nella Città delle Ceneri. Il Viaggiatore torna quindi alla grotta dove scopre di provenire da momenti diversi nel tempo. Il loro fratello arriva e rivela che l'attacco a Natlan era semplicemente un trucco per permettere loro di parlare con Yohualtecuhtin, Signore della Notte, che ha concesso loro un po' di spazio per tessere le nuove Ley Lines e le nuove linee del tempo di Khaenri'ah sono completate, facendo rivivere Khaenri'ah. Il fratello rivela anche che Istaroth, Dio del Tempo, era responsabile della loro separazione e che quando il fratello arrivò per la prima volta a Khaenri'ah, la sua memoria fu cancellata. Tornando dai Maestri del Vento Notturno, il Viaggiatore scopre che Yohualtecuhtin era affascinato dall'idea di preservare una nazione come un "Atlante" e ha permesso al fratello di eseguire il loro esperimento quando le è stato assicurato che Natlan non ne sarebbe stato influenzato. Tornati alla grotta, si addormentano e notano una presenza rassicurante mentre lo fanno.

## Modalità di gioco
Genshin Impact è un action RPG open world, che ruota attorno alla costruzione ed all'uso sinergico di un gruppo di quattro componenti, scelti tra i numerosi personaggi disponibili: alternare i personaggi consente al giocatore di utilizzare diverse combinazioni di abilità ed elementi nelle battaglie contro i nemici, ed i loro poteri elementali permettono ai giocatori di interagire con l'ambiente circostante. Potenziare i personaggi è un processo strutturato su più livelli in quanto ogni personaggio ha la possibilità di potenziare in maniera indipendente il proprio livello e le statistiche, l'efficacia dei propri attacchi, i manufatti equipaggiati che lo potenziano e l'arma usata. Il giocatore può quindi esplorare il mondo di gioco col suo gruppo completando missioni, combattendo nemici e superando enigmi ambientali; ha inoltre la possibilità di affrontare varie sfide tra dungeon (chiamati "Domini") e boss per ottenere gli oggetti necessari al miglioramento dei personaggi, i quali possono essere riscossi usando la resina primordiale, una valuta di gioco che si ricarica nel tempo. Completare con successo queste sfide, le missioni rilevanti per la storia o secondarie e gli incarichi giornalieri porta ad un aumento del Grado di avventura, che determina la forza dei nemici, la rarità dei tesori che il giocatore riceve come premio e l'accesso a nuove sfide.
Il giocatore controlla il suo personaggio e può effettuare varie azioni collegate alla resistenza: qualora essa si esaurisca mentre le sta compiendo, verranno interrotte. Ciò può risultare pericoloso, in quanto una caduta da un luogo molto alto o l'esaurimento della resistenza mentre si nuota potrebbe risultare fatale. In tutta la mappa ci sono dei pilastri che fungono da punti di teletrasporto utilizzabili per muoversi velocemente alla posizione desiderata: alcuni sono effigi degli Archon ed hanno la capacità di curare e resuscitare i personaggi nonché, una volta sbloccate, di rivelare una frazione di mappa. Queste effigi raffigurano l'Archon reggente di ogni regione ed hanno un livello che, una volta incrementato, permette al giocatore di ottenere varie ricompense: per fare ciò è necessario trovare e donare alle statue gli "oculi", particelle elementali nascoste nella mappa. Inoltre, presso queste effigi, il giocatore può decidere quale elemento possa usare il Viaggiatore in base all'Archon con cui decide di legarsi.
Il giocatore può procurarsi ingredienti cacciando, raccogliendo frutta e verdura selvatiche o acquistandoli. Questi possono successivamente essere utilizzati per cucinare piatti che hanno effetti diversi sui personaggi, quali ripristinare i punti vita, resuscitare i personaggi senza vita della propria squadra ed aumentare le proprie statistiche temporaneamente. Si può inoltre fare ricorso anche al sistema di alchimia, il quale permette di convertire gli oggetti necessari per il miglioramento dei personaggi e delle loro armi in caso di bisogno per risparmiare tempo e risorse.
Ogni personaggio ha due abilità di combattimento uniche: una “abilità elementale”, una mossa utilizzabile senza precondizioni e che possiede un tempo di ricarica prima di poter essere usata nuovamente, ed un “tripudio elementale”, un potente attacco che può essere scatenato solo se un personaggio ha accumulato energia sufficiente. L'energia viene generata quando un nemico subisce danni: in particolare, questa è prodotta quando viene colpito da un'abilità elementale (rilasciando energia affine all'elemento che lo ha danneggiato) e quando viene sconfitto. I personaggi possono padroneggiare uno dei sette elementi: anemo, geo, pyro, hydro, cryo, electro e dendro, i quali interagiscono in modi diversi gli uni con gli altri. Cambiando i personaggi nelle battaglie, questi effetti elementali possono essere usati e combinati; inoltre, questi sono alla base della risoluzione di vari enigmi.
All'inizio del gioco, il giocatore può sbloccare fino a tre personaggi (Amber, Kaeya e Lisa) completando le prime missioni della storia principale; il resto dei personaggi possono invece essere ottenuti tramite un sistema gacha: le estrazioni sono periodiche ma a tempo limitato e ogni volta danno la possibilità di trovare personaggi ed armi di alta rarità esclusivi. Una valuta di gioco speciale, le primogemme, può essere ottenuta per effettuare queste estrazioni tramite acquisti in gioco o semplicemente completando missioni ed eventi in quantità limitata. Il sistema di ottenimento dei personaggi è inoltre legato anche alla loro "costellazione", che è unica per ognuno ed influenza l'efficacia delle loro abilità: ogni personaggio ottenuto inizia con un "livello" di costellazione 0, che può essere aumentato trovando copie di quel personaggio fino ad un massimo di 6. Il Viaggiatore (in quanto non può essere trovato mediante le estrazioni) è l'unico personaggio ad aumentare questo livello con l'esplorazione e l'avanzare della storia.
Il gioco include una modalità cooperativa, che permette di giocare insieme ad un massimo di altri tre amici; tuttavia questa modalità non è disponibile ad inizio gioco ma si sblocca raggiungendo il Grado di avventura 16.

## Sviluppo
Lo sviluppatore di giochi cinese miHoYo ha annunciato Genshin Impact nel giugno 2018 all'E3. Prima dell'uscita, sono stati effettuati beta test chiusi in cui i giocatori invitati potevano esplorare e interagire con il mondo di gioco. Gli sviluppatori volevano sviluppare un gioco che differisse dal loro gioco Honkai Impact in termini di sistema di ricerca e combattimento, nonché di esplorazioni casuali e tipo di esplorazione del mondo. Genshin Impact è stato sviluppato come gioco crossmedia per PC e PlayStation 4, il che ha permesso agli sviluppatori di migliorare lo sviluppo della grafica. The Legend of Zelda: Breath of the Wild è stata la più grande fonte di ispirazione nello sviluppo del gioco. Genshin Impact è stato pubblicato il 28 settembre 2020 per Microsoft Windows, PlayStation 4, Android e iOS e ha un sistema di crossplay che consente al gioco di interagire con dispositivi finali diversi. Il gioco può essere eseguito in retrocompatibilità su PlayStation 5 con grafica migliorata e tempi di caricamento più rapidi, mentre la versione nativa per la console di nona generazione di Sony è stata pubblicata il 28 aprile 2021. È stata anche annunciata una versione per Nintendo Switch, ma senza fornire una data di uscita precisa. Nel 2024 è stata annunciata la versione per Xbox Series X/S anche se all'uscita del gioco, gli sviluppatori avevano escluso la possibilità di vedere il gioco su Xbox One.
Poco dopo la pubblicazione del gioco, miHoYo ha pubblicato un programma per futuri aggiornamenti dei contenuti: il piano dell'azienda è di implementare questi aggiornamenti dei contenuti nel gioco, alla stregua di un live service, a intervalli regolari di sei settimane. Ulteriori patch hanno in effetti aggiunto più contenuti, più eventi e nuove aree di Teyvat al gioco. Il gioco è stato doppiato in inglese, cinese, coreano e giapponese.
Nel periodo successivo all'uscita del gioco sono state scoperte diverse parole che vengono censurate se scritte nella chat testuale, come "Hong Kong", "Taiwan" o "Putin". Molte di queste appaiono nella lista delle censure perché il gioco è stato pubblicato in Cina, dove è illegale effettuare qualunque tipo di discorso ritenuto in grado di danneggiare l'unità nazionale, anche all'interno di media come i videogiochi.

### Colonna sonora
La musica del gioco è stata composta da Yu-Peng Chen e registrata dalla London Philharmonic Orchestra, in collaborazione con l'Orchestra Sinfonica di Shanghai e altri musicisti folk nella Shanghai Symphony Hall. Le prime melodie dei brani musicali sono state create durante la prima fase di sviluppo del gioco; inoltre, la musica nel gioco si adatta alle circostanze, come l'ambiente del giocatore, l'ora del giorno nel gioco e altri fattori. I brani sono stati pubblicati in diversi dischi.

## Accoglienza
| Testata        | Versione | Giudizio |
| -------------- | -------- | -------- |
| Metacritic     | IOS      | 82/100   |
| Metacritic     | PC       | 84/100   |
| Metacritic     | PS4      | 81/100   |
| Multiplayer.it | PC       | 8.3/10   |
| IGN            | PC       | 9/10     |
| Gamespot       | PC       | 7/10     |
| Everyeye.it    | PC       | 8/10     |

Genshin Impact ha ricevuto recensioni perlopiù positive su Metacritic. Multiplayer.it lo definisce "l'inizio del grande viaggio per quello che si prospetta essere un action RPG di tutto rispetto", in quanto le patch future promettono l'aggiunta di nuovi contenuti di gioco: IGN invece sostiene che il gioco sia una "fantastica avventura open-world che trae ispirazione da The Legend of Zelda: Breath of The Wild e dagli anime per creare qualcosa di speciale", ma condanna la componente gacha che aggiunge la necessità di giocare costantemente e molto per migliorare i propri personaggi. La critica concorda nel non definire Genshin Impact un clone di Breath of the Wild, ma afferma che quest'ultimo è stato chiaramente una delle fonti di ispirazione del titolo. Il sistema di combattimento è stato elogiato da GameSpot, che lo definisce divertente e sostiene dia personalità al gioco; la testata critica comunque alcune limitazioni imposte dal modello free-to-play, come la limitazione di alcune aree in base al livello del personaggio.

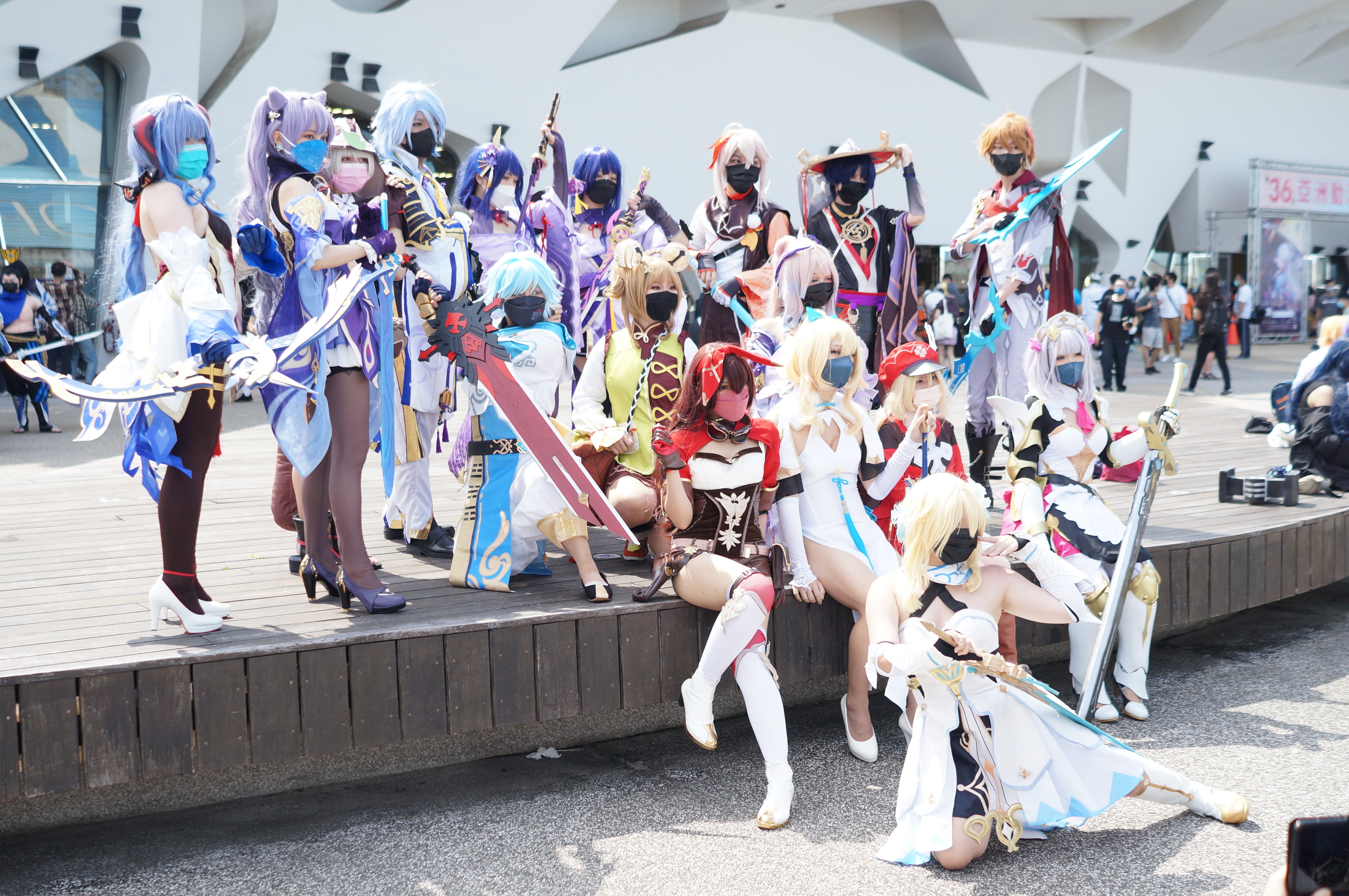
Cosplayer di vari personaggi del gioco.

Durante la settimana del suo rilascio, Genshin Impact è stato scaricato oltre 17 milioni di volte e ha incassato circa 60 milioni di dollari da piattaforme mobili: entro due settimane, quella cifra è salita a oltre 100 milioni, recuperando gli investimenti per lo sviluppo e per il marketing. In due mesi, il gioco ha incassato oltre 393 milioni di dollari su dispositivi mobili, diventando così il secondo gioco per dispositivi mobili con il maggior incasso in quel periodo di tempo dopo Honor of Kings. A fine marzo 2021, il gioco ha incassato in totale oltre 1 miliardo di dollari.
Poche settimane dopo il rilascio il gioco è stato bandito in Belgio, dove le legislazioni attuali proibiscono la presenza di meccaniche gacha, in quanto paragonabili al gioco d'azzardo. Nonostante il divieto, il gioco rimane comunque giocabile su PC e Android.
Durante i Google Play Awards, il gioco è riuscito a vincere i premi per "Miglior gioco del 2020", "Miglior gioco dell'anno secondo gli utenti" e "Gioco più innovativo". Ai Game Awards 2020 è stato nominato nelle categorie "Miglior gioco mobile" e "Miglior RPG". Anche prima dell'uscita del gioco sono state registrate oltre 21 milioni di registrazioni, 16 milioni delle quali provenivano dalla Cina. Secondo vari analisti, Genshin Impact è diventato il videogioco cinese con più successo nel mondo. Ai Game Awards del 2021, il gioco è stato nominato nelle categorie "Miglior gioco continuativo" e "Miglior gioco mobile", vincendo in quest'ultima.

## Altri media
Dal 2018, miHoYo ha iniziato la pubblicazione a cadenza irregolare del fumetto di Genshin Impact, ambientato alcuni anni prima dell'inizio degli eventi principali del gioco. L'opera è stata pubblicata in tredici lingue diverse ed è illustrata da differenti gruppi di artisti.
Il 16 settembre 2022, durante la live di presentazione dell'aggiornamento 3.1, gli sviluppatori hanno ufficialmente annunciato la produzione di un anime in congiunta con l'azienda giapponese Ufotable.